# (11751) Davidcarroll
(11751) Davidcarroll, désignation provisoire 1999 NK37, est un astéroïde de la ceinture principale découvert en 1999.

## Description
(11751) Davidcarroll a été découvert le 14 juillet 1999 à l'observatoire Magdalena Ridge, situé dans le comté de Socorro, au Nouveau-Mexique (États-Unis), par le projet Lincoln Near-Earth Asteroid Research (LINEAR).

### Caractéristiques orbitales
L'orbite de cet astéroïde est caractérisée par un demi-grand axe de 2,42 UA, un périhélie de 2,16 UA, une excentricité de 0,11 et une inclinaison de 2,17° par rapport à l'écliptique. Du fait de ces caractéristiques, à savoir un demi-grand axe compris entre 2 et 3,2 UA et un périhélie supérieur à 1,666 UA, il est classé, selon la JPL Small-Body Database, comme objet de la ceinture principale.

### Caractéristiques physiques
(11751) Davidcarroll a une magnitude absolue (H) de 13,5 et un albédo estimé à 0,070.

## Étymologie
Cet astéroïde est nommé en l'honneur de David Carroll.